# Processo Linde

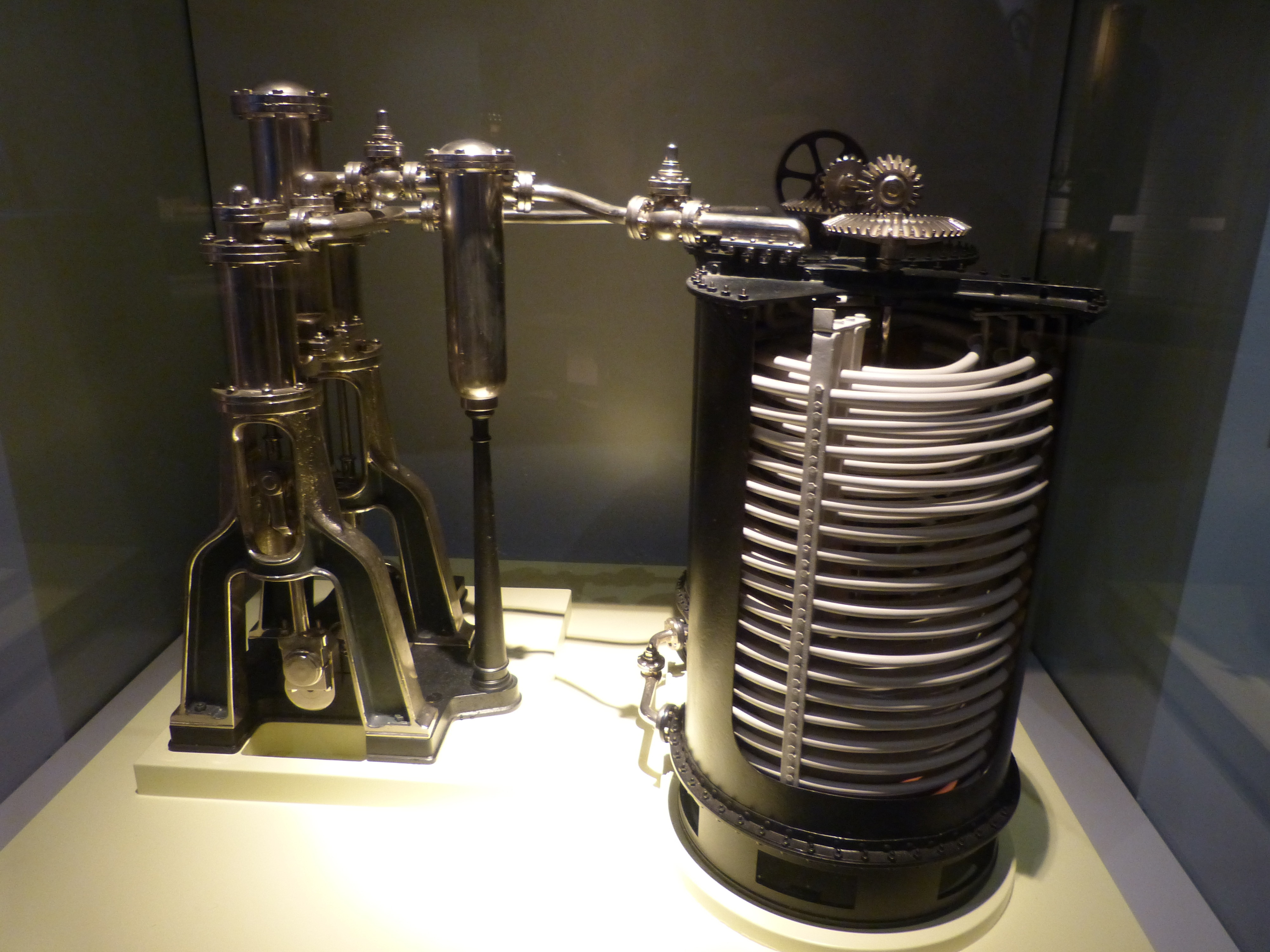
Modello di un compressore frigorifero ideato da Carl von Linde (1929)

Il processo Linde è un processo termodinamico industriale per liquefare l'aria basato sull'effetto Joule-Thomson. Il processo prende il nome dal suo inventore: Carl von Linde. È anche noto come processo Hampson–Linde.

## Processo Linde semplice

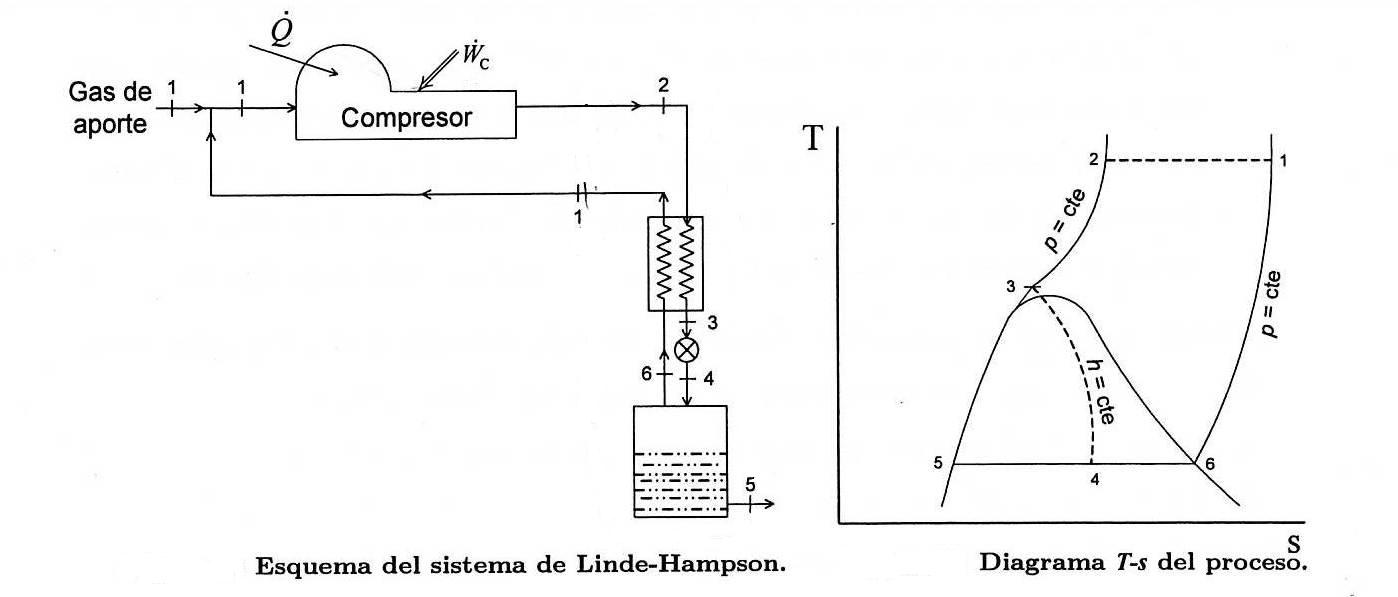
Schema del processo Linde semplice e diagramma TS del processo.

L'aria è compressa fino a pressioni piuttosto elevate, ma circa a temperatura ambiente. Viene quindi raffreddato isobaricamente in uno scambiatore di calore rigenerativo ed espansa isoentalpicamente tramite una valvola di laminazione, l'aria si raffredda per effetto Joule-Thomson.
A questo punto viene inviata in un separatore dal quale la fase liquida è estratta, mentre la frazione di vapore è inviata allo scambiatore di calore per refrigerare il gas entrante e poi rimesso in ciclo.

## Processo Linde a doppia espansione

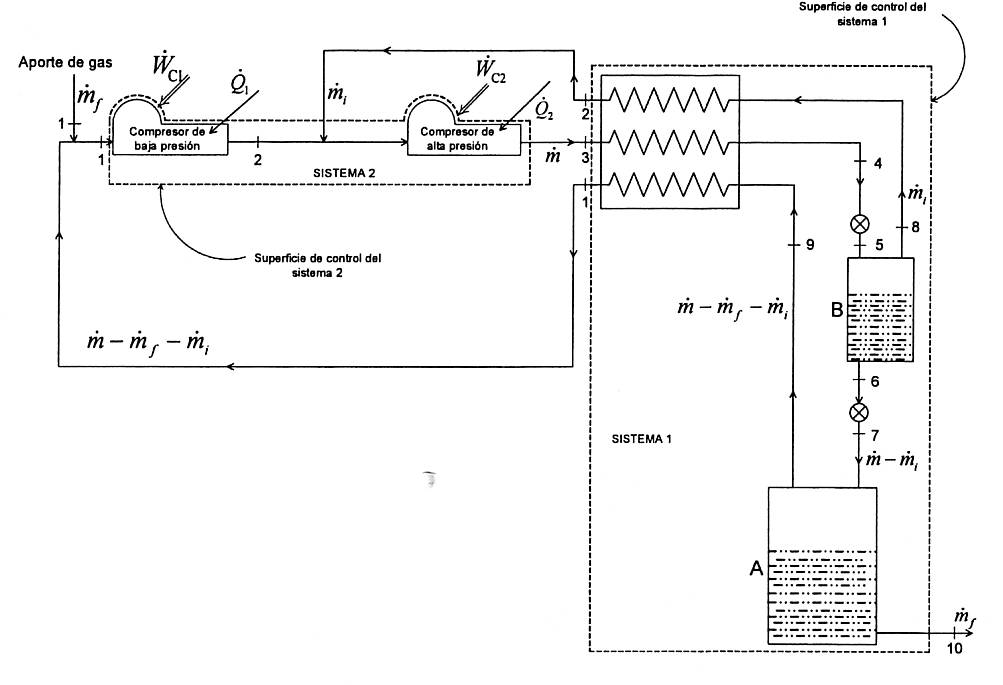
Schema del processo Linde a doppia espansione.

Nella variante a doppio stadio l'aria è compressa a circa 200 atm ed espansa inizialmente a 30 atm. La frazione liquefatta è espansa a pressione ambiente, quella gassosa è inviata allo scambiatore di calore per refrigerare il gas entrante e, in seguito, al compressore da dove rientra nel ciclo. Questa variante consente una resa maggiore.

## Processo Fränkl-Linde
Il processo può essere reso più efficiente sostituendo gli scambiatori tubolari con rigeneratori Frankl e impiegando espansori a turbina. Tuttavia l'azoto e l'ossigeno che si ottengono dagli impianti Fränkl-Linde non sono particolarmente puri.

## Processo Claude-Linde combinati
Il processo Claude e il processo Linde si possono combinare realizzando impianti con un preraffreddamento secondo il processo Claude e un ulteriore raffreddamento con processo Linde.

## Impianti di refrigerazione ausiliari

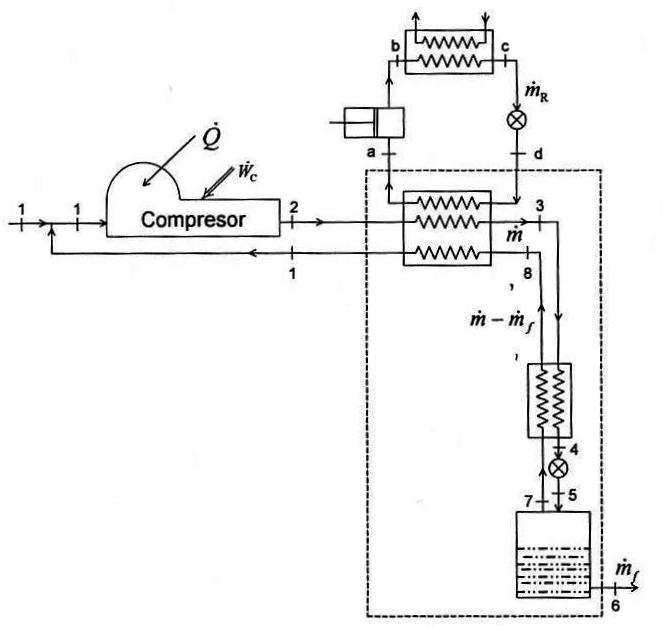
Schema di processo Linde con impianto di refrigerazione ausiliario.

Il processo può essere migliorato aggiungendo un impianto di refrigerazione ausiliario per abbassare l'entalpia dell'aria in entrata allo scambiatore estraendo calore. Tipicamente vengono usati impianti ad ammoniaca per il loro costo contenuto.